# ارسلان پوریا
ارسلان پوریا (زادهٔ ۱۲ اردیبهشت ۱۳۰۸ در سلماس – درگذشتهٔ ۱۵ خرداد ۱۳۷۳ در تنکابن) فیلسوف، تاریخ‌نگار، ادب‌دان، نمایشنامه‌نویس و سرایندهٔ ایرانی بود.

## زندگی
ارسلان پوریا دبستان و دبیرستان را در خاش و تهران گذراند. او از رهبران حزب توده بود که در نیمهٔ دههٔ ۳۰، پس از آزادی از زندان، از توده‌ایها برید و پای در میدان فرهنگ و ادب نهاد.
وی در آغاز دههٔ ۴۰ در رشتهٔ «زبان و ادبیات فارسی» دانشگاه تهران پذیرفته شد و از آموزشهایِ استادانی چون ابراهیم پورداوود، بدیع‌الزمان فروزانفر، محمد مقدم و… بهره برد. لیک در آستانهٔ دانش‌آموختگی، در درگیریهایِ دانشگاه، دستگیر و پنج ماه زندانی و پس‌ازآن از دانشگاه بیرون رانده شد.
در سال ۱۳۶۱ از تهران به تنکابن رفت و با کشاورزی و نقشه‌برداری برای راهسازی زندگی‌اش را گذراند تا سرانجام در خرداد ۱۳۷۳ بر اثر سکتهٔ قلبی درگذشت.

## فلسفهٔ تاریخ
پوریا بنیادگذار دانش فلسفهٔ تاریخ در ایران است. او در کتاب دیباچه‌ای بر فلسفهٔ تاریخ ایران فلسفهٔ تاریخ را چنین می‌شناساند:
«فلسفهٔ تاریخ شاخه‌ای از فلسفه است و بدین‌شمار، بی‌میانجی، از فرگشت اندیشهٔ فلسفی از خرد، یعنی از سامان درونی اندیشه، ریشه گرفته است و آنگاه، با فراگرفتن تاریخ، تاریخ را از انبوه پیشامدها به یک رشتهٔ سامان‌یافته و یگانه بازگردانده و یگانگیِ راستینِ آن را، که به‌هنگامِ بازتاب در بینش ما به‌گونهٔ رویدادها خرده‌خرده شده‌بود، به وی باز داده است. فلسفهٔ تاریخ برترین و فرگشته‌ترین دانش تاریخ است که تنها فرهنگهای بسیار پیشرفته بدان دست می‌یابند و، ازاین‌رو، می‌توان آن را «تاریخ برین» نام نهاد».
وی می‌افزاید: «فلسفهٔ تاریخ دانشی است که می‌خواهد با تراگذشتن از رویدادهای پراکنده به نیروهای رویدادساز تاریخ راه یابد و با این کار شناسایی تاریخ را ژرف‌تر گرداند».
و نیز گوید: «فلسفهٔ تاریخ به آن معنی نیست که ما پیشاپیش اصل برگزیده‌ای را برگزینیم، تنها از دریچهٔ این اصل به تاریخ بنگریم و با دست‌بردن در بوده‌های تاریخی پیروی آن‌ها را از اصل خودکامانهٔ خود نشان دهیم و بدین‌سان، نمایی ساختگی را جانشین تاریخ راستین سازیم. اصل یا دستگاه اندیشهٔ تاریخی در زیباترین و روشن‌ترین گونهٔ آن به‌هرحال آفریده‌ای ذهنی است. این پدیدهٔ ذهنی می‌تواند گزارشگر هستیِ بیرونی باشد ولیک نمی‌تواند جانشین هستی بیرونی گردد».

## نمایشنامه‌نویسی
پوریا همچنین پایه‌گذار سبکِ نوی در نمایشنامه‌نویسی ایران است؛ سبکی با زبان آهنگین و درون‌مایه‌ای برآمده از تاریخ و فرهنگ ایران.
او نخستین کسی بود که آرش را به پهنهٔ ادبیات آورد. پس از پوریا بود که کسانی چون سیاوش کسرایی، بهرام بیضایی، نادر ابراهیمی، مهرداد اوستا، سیروس افهمی از اسطورهٔ آرش بهره گرفتند.

## پارسی‌نویسی
پوریا هوادار پارسی‌نویسی یا سره‌گرایی بود.
او، خود، در این‌باره چنین گوید: «آگاهیِ زبانیِ پارسی‌زبانان در راستایی است که خواهانِ بسامان‌کردن و منطقی‌کردنِ زبانِ خود می‌باشند. اینکه ما می‌خواهیم واژه‌هایِ عربی را در زبان پارسی نیاوریم، در دیدهٔ برخی آگاهیهای دیگر خشک‌اندیشی می‌نماید؛ ولیک در آگاهیِ کنونیِ ما این گرایش نه نشانِ خشک‌اندیشی نه نشانِ دشمنی با زبانِ عربی بلکه نشانِ گرایشِ ما به منطقی ساختنِ زبان می‌نماید؛ گرایش به آنکه دستگاهِ زبانی هرچه می‌شود بسامان‌تر، منطقی‌تر و یگانه‌تر باشد؛ هرچه می‌شود استثنا در آن کمتر باشد. ازآنجاکه یک واژهٔ عربی فرمان‌بردارِ دستگاهِ دستوریِ دیگر است، به‌کاربردنِ این واژه در پارسی به معنیِ آمیختنِ دستگاه‌هایِ زبانی است و این پدیده زبان را به‌سویِ بی‌سامانی، بی‌دستوری، بی‌منطقی و هرج‌ومرج می‌کشاند، درحالی‌که زبانِ عربی با کالبد و دستورِ ویژهٔ خود برایِ خود زبانی منطقی و بسامان است».

## نوشته‌ها

### کارهای فلسفی
- دیباچه‌ای بر فلسفهٔ تاریخ ایران (نوشته‌شده در ۱۳۵۲ تا ۱۳۵۴؛ چاپ‌شده در ۱۳۹۶، به کوشش بزرگمهر لقمان)

این دیباچه نخستین کوشش سامانمند فلسفی در بررسی و ارزیابی گزارشهای تاریخی برای دستیابی به نظریه‌هایی سنجشگرانه و همگانی از تاریخ ایران است. پوریا در این کتاب برپایهٔ زبانی فلسفی و روشی علمی به آسیب‌شناسی اندیشه‌های افلاطون و ارسطو و مارکس و انگلس و دیگر مکتبهای تاریخی ـ فلسفی پرداخته، کژیها و کاستیهایشان را برشمرده و کوشیده، برپایهٔ چنین سنجشگریهای آگاهانه‌ای، روش خویش را در شیوهٔ نگرش فلسفی به تاریخ ایران برنهد و تاریخ را از پایگاه یک «گزارش رویداد» به پایگاه یک «دانش سنجشگرانه» برکشد.
- دیباچه‌ای بر فلسفهٔ هنر (نوشته‌شده در ۱۳۵۶، چاپ‌نشده)

### پژوهشهای ادبی
- برخی از فروزه‌های نمایشی شاهنامهٔ فردوسی (چاپ‌شده در ۱۳۳۷)
- فردوسی فرزند دوران آفرینش (چاپ‌شده در ۱۳۴۷)

### پژوهشهای تاریخی
- کارنامهٔ مصدق (در پنج دفتر، نوشته‌شده در ۱۳۴۸–۱۳۴۷، بازچاپ شده در سال ۱۳۹۷)

### نمایشنامه‌ها
- ناهید را بستای (چاپ‌شده در ۱۳۳۶)
- سوگنامهٔ افشین (چاپ‌شده در ۱۳۳۶)
- سوگنامهٔ کبوجیه (چاپ‌شده در ۱۳۳۷)
- آرش تیرانداز (نوشته‌شده در ۳۸–۱۳۳۶؛ چاپ‌شده در ۱۳۳۸، چاپ دوم با نام آرش شیواتیر)[۹]
- سوگنامهٔ رستم و سهراب (نوشته‌شده در ۱۳۴۷)
- تازیانهٔ بهرام (چاپ‌شده در ۱۳۴۷)
- رس‍ت‍اخ‍ی‍ز ت‍ب‍ری‍ز (چاپ‌شده در ۱۳۵۰)

### سروده‌ها
- سرود آزادی (چاپ‌شده در ۱۳۴۰)